# Tridens (plantengeslacht)
Tridens is een geslacht uit de grassenfamilie (Poaceae). Tridens-soorten komen voor in Amerika.